# São Caetano, Pernambuco
São Caetano este un oraș în Pernambuco (PE), Brazilia.